# Дадич, Ивона
Ивона Дадич (нем. Ivona Dadić; род. 29 декабря 1993, Вельс, Австрия) — австрийская легкоатлетка хорватского происхождения, специализирующаяся в многоборье. Бронзовый призёр чемпионата Европы 2016 года в семиборье. Трёхкратная чемпионка Австрии. Участница летних Олимпийских игр 2012 и 2016 годов.

## Биография
Родилась в семье выходцев из Хорватии, Нино и Даницы Дадич. В детстве бегала 800 метров, где свой первый приз выиграла ещё в девять лет. С 2007 года занималась в спортивной школе в Линце, где и обнаружили её талант в многоборье.
В 2011 году заняла десятое место в семиборье на юниорском чемпионате Европы.
В 18 лет установила рекорд Австрии (5959 очков) на престижных соревнованиях в Гётцисе и выполнила олимпийский норматив. В 2012 году в Лондоне Дадич стала первой семиборкой в истории страны, выступившей на Олимпийских играх — ей удалось занять 24-е место.
После Игр Ивона отправилась в британский Шеффилд, чтобы присоединиться к тренировочной группе олимпийской чемпионки Джессики Эннис-Хилл. В 2013 году она стала пятой на молодёжном чемпионате Европы, но большую часть сезона боролась с травмами, перенеся две операции на колене. А вскоре после того, как Эннис-Хилл забеременела, сильных тренировочных партнёров не осталось, и Дадич решила вернуться в Австрию. На родине с ней стал работать Грегор Хёглер.
После пропущенного сезона установила новый личный и национальный рекорд, 6033 очка, на чемпионате Европы среди молодёжи 2015 года и стала бронзовым призёром.
На чемпионате Европы в 2016 году улучшила свой рекорд Австрии ещё почти на 400 очков и завоевала бронзу. Олимпийские игры в Рио-де-Жанейро закончила на 21-м месте.

## Личные рекорды в отдельных видах семиборья
| Дисциплина        | Результат | Год  |
| ----------------- | --------- | ---- |
| 100 м с барьерами | 13,70     | 2017 |
| Прыжок в высоту   | 1,80 м    | 2012 |
| Толкание ядра     | 14,10 м   | 2016 |
| 200 м             | 23,96     | 2012 |
| Прыжок в длину    | 6,49 м    | 2016 |
| Метание копья     | 52,48 м   | 2015 |
| 800 м             | 2.10,67   | 2012 |

## Основные результаты
| Год  | Турнир                          | Место проведения         | Дисциплина       | Место | Результат |
| ---- | ------------------------------- | ------------------------ | ---------------- | ----- | --------- |
| 2009 | Чемпионат мира среди юношей     | Брессаноне, Италия       | семиборье        | 10-е  | 4957      |
| 2010 | Юношеские Олимпийские игры      | Сингапур                 | прыжок в длину   | 6-е   | 5,91 м    |
| 2011 | Чемпионат Европы среди юниоров  | Таллин, Эстония          | семиборье        | 10-е  | 5455      |
| 2012 | Hypo-Meeting                    | Гётцис, Австрия          | семиборье        | 22-е  | 5959      |
| 2012 | Чемпионат мира среди юниоров    | Барселона, Испания       | семиборье        | —     | DNF       |
| 2012 | Олимпийские игры                | Лондон, Великобритания   | семиборье        | 24-е  | 5935      |
| 2013 | Чемпионат Европы среди молодёжи | Тампере, Финляндия       | семиборье        | 5-е   | 5874      |
| 2015 | Чемпионат Европы среди молодёжи | Таллин, Эстония          | семиборье        | 3-е   | 6033      |
| 2015 | Чемпионат Европы среди молодёжи | Таллин, Эстония          | эстафета 4×400 м | —     | DQ        |
| 2016 | Чемпионат Европы                | Амстердам, Нидерланды    | семиборье        | 3-е   | 6408      |
| 2016 | Олимпийские игры                | Рио-де-Жанейро, Бразилия | семиборье        | 21-е  | 6155      |
| 2017 | Чемпионат Европы в помещении    | Белград, Сербия          | пятиборье        | 2-е   | 4767      |